# Tiramisu

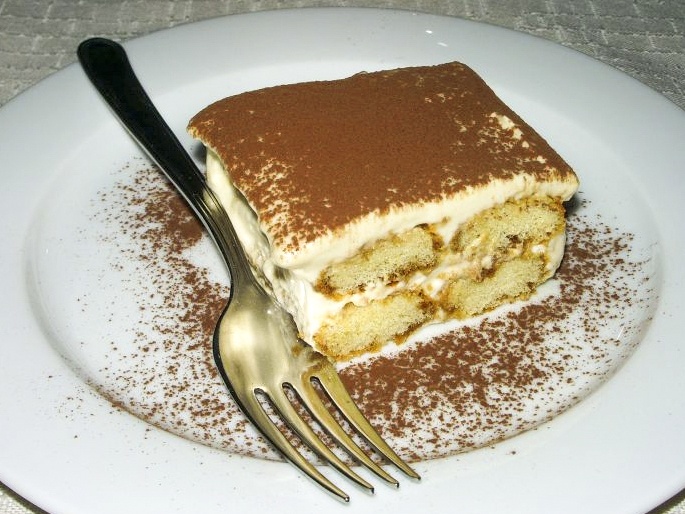
Tiramisu

Tiramisu (italienska: tiramisù) är en dessert från Italien. Den görs av en kräm på zabaglione och mascarpone som man varvar över kaffeindränkta savoiardikex, italienska torra sockrade kex, som suger åt sig av vätskan av kaffet men också av krämen när desserten får stå och dra - helst över natten.
Tirami su betyder ’dra mig upp’, eller mer bildligt "pigga upp mig".